# Christian Ludwig Lauteren
Christian Ludwig Lauteren (* 29. März 1811 in Mainz; † 2. August 1888 ebenda) war ein wohlhabender Mainzer Industriemagnat und Politiker. Er gilt neben Georg Christian Kessler als der Begründer der deutschen Sektmanufaktur. Nach ihm ist ein Gebäude der Mainzer Stadtverwaltung und eine Straße, sowie ein komplettes Stadtviertel benannt.

## Familie
Die Weinhändlerfamilie Lauteren gehörte im 19. Jahrhundert zu den führenden Repräsentanten der bürgerlichen Gesellschaft Mainz. Als Mitglied des Stadtrates, der Landstände des Großherzogtums Hessen und der Handelskammer hatte sie großen Einfluss auf Politik und Wirtschaft. Christian Lauteren (1755–1843) war Stadtrat und Handelsrichter, sein Sohn Clemens Lauteren (1786–1877) war einer der fünf Gründer der hessischen Ludwigsbahn AG, dann zunächst Vizepräsident, später Präsident und schließlich Ehrenpräsident des Verwaltungsrates dieser Gesellschaft. Clemens Lauteren wurde 1811 Vater von Christian Ludwig Lauteren.
1835 heiratete Lauteren Charlotte Philippine Jacobine Michel (1813–1836), die einer anderen Industriellenfamilie in Mainz entstammte. Neun Monate später verstarb seine Frau im Wochenbett. Später vermählte sich der Witwer erneut mit Friederike Fritzdorff (1818–1884), Tochter des Mainzer Floßholz-Händlers Caspar Jacob Fritzdorff.

## Politik und Beruf
Christian Ludwig Lauteren war Präsident mehrerer Banken und Großaktionär der von seinem Vater gegründeten Ludwigsbahn. 1833 gelang ihm die Herstellung von Sekt in Deutschland, was bisher nur von Georg Christian Kessler unternommen worden war. Er war Präsident der rheinhessischen Industrie- und Handelskammer und wurde 1856 vom Großherzog Ludwig III. zum Mitglied auf Lebenszeit in die Erste Kammer der Landstände des Großherzogtums Hessen berufen. Er war auch Mitglied des Mainzer Stadtrats sowie der Mainzer Freimaurerloge "Die Freunde zur Eintracht". Christian Ludwig Lauteren machte sich vor allem im Zuge der Planungen zur Rheinuferaufschüttung einen Namen und war maßgeblich an der Verlegung der Eisenbahnstrecke vom Rheinufer auf die westliche Stadtseite beteiligt. 1861 beauftragte er den renommierten Architekten Carl Wetter mit dem Aus- und Umbau des Mathildenhofs, der wohl als Mitgift in die Ehe gekommen war. In seinem Todesjahr übernahm er den Vorsitz des Verwaltungsrats der hessischen Ludwigsbahn. Er wurde im Hauptfriedhof Mainz begraben. Die durch die Rheinuferaufschüttung gewonnene Fläche wurde nach der Familie Lauteren als Lauterenviertel bezeichnet.